# Gitarren klingen leise durch die Nacht (Lied)
Gitarren klingen leise durch die Nacht ist ein im Jahr 1959 entstandenes Schlager-Lied des Komponisten Horst Reipsch und des Texters Erich Moderer.

## Geschichte
Das Lied erschien im Jahr 1959 beim damaligen DDR-Schallplatten-Label AMIGA und war gleichzeitig der erste große Erfolg für den aus Cottbus in Brandenburg stammenden Schlagersänger Günter Geißler, dessen Originalversion damals auch von der Plattenfirma Philips im Westen veröffentlicht wurde.
Gleichzeitig bemühte sich auch die in München beheimatete Plattenfirma Ariola um die Veröffentlichungsrechte, die das Lied aber mit dem aus Griechenland stammenden Sänger Jimmy Makulis produzieren wollte. Der griechische Schlagertroubadour war auf Anhieb erfolgreich und schaffte damit den Durchbruch beim bundesdeutschen Schlagerpublikum.
28 Wochen blieb der Schlager in der Coverversion von Jimmy Makulis in den Top Ten und kletterte bis auf den 4. Platz. Dagegen ging die von Philips veröffentlichte Originalversion seines auf bundesdeutscher Seite unbekannteren ostdeutschen Kollegen Günter Geißler, völlig unter. Was wohl nicht zuletzt auch an dem wesentlich höheren Bekanntheitsgrad von Jimmy Makulis und dessen intensiverer Medienpräsenz auf westdeutscher Seite lag.
Aber auch für den Komponisten des Erfolgsschlagers, den Klarinettisten des Berliner Rundfunks Horst Reipsch, hatte der Erfolg von Jimmy Makulis nicht ganz unwesentliche Folgen. „Die Tantiemen für diesen Hit will ich in harter Währung kassieren,“ sagt er sich, wechselte kurzerhand aus dem Ostteil Berlins in den Westen und siedelte nach München über.
Für das Lied selbst blieben deshalb auch negative Folgen nicht aus. Denn auf Grund des Weggangs des Komponisten und des großen Erfolges von Gitarren klingen leise durch die Nacht, vor allem auch bei westdeutschen Hörfunksendern und bei Radio Luxemburg, durfte es auf ostdeutscher Seite bald nicht mehr gespielt und öffentlich aufgeführt werden.
Sehr oft wird auch der Name Fred Bertelmann mit diesem Lied in Verbindung gebracht. Der Schlagersänger hatte im Jahr 1957 mit Der lachende Vagabund bereits seinen ersten und größten Plattenerfolg beim Publikum feiern können. Im Jahr 1959 spielte er zwar in dem von Regisseur Hans Deppe inszenierten österreichischen Schlagerfilm Gitarren klingen leise durch die Nacht die männliche Hauptrolle. Das gleichnamige Lied kam darin aber (bis auf den Filmtitel) überhaupt nicht vor. Erst viele Jahre danach erschien erstmals auch von Fred Bertelmann eine weitere Coverversion dieses Erfolgsschlagers der 1950er Jahre, die er im Jahr 1993 für sein Album Schütt Dein Herz bei mir aus produziert hat.